# Andrea Gyarmati
Andrea Gyarmati (Boedapest, 15 mei 1954) is een voormalig Hongaarse zwemster. Ze behoorde op het eind van de jaren 1960 en begin jaren 1970 tot de Europese top in de rugslag en vlinderslag.
Haar ouders waren ook zwemkampioenen. Haar vader, Dezső Gyarmati was drievoudig olympisch kampioen waterpolo en haar moeder Éva Székely behaalde in 1952 ook olympisch goud op de 200 meter schoolslag. Zowel haar vader, haar moeder als zijzelf zijn opgenomen in de International Swimming Hall of Fame.
Op de Europese kampioenschappen zwemmen 1970 in Barcelona won ze zowel de 200 meter rugslag als de 100 meter vlinderslag. Op de 100 meter rugslag werd ze tweede, en met de Hongaarse aflossingsploeg werd ze ook tweede op de 4x100 meter vrije slag.
Op de Olympische Zomerspelen 1972 in München won ze zilver op de 100 meter rugslag en brons op de 100 meter vlinderslag. Daar was ze kortstondig houdster van het wereld-, Europees en olympisch record op de 100 meter vlinderslag: op 31 augustus 1972 zwom ze een tijd van 1.03,80. De dag nadien werd haar recordtijd in de finale alweer verbeterd door de olympische kampioene Mayumi Aoki uit Japan (1.03,34) en de Oost-Duitse Roswitha Beier, die met haar tweede tijd van 1.03,61 tevens het Europees record overnam van Gyarmati.
Op de eerste wereldkampioenschappen zwemmen in Belgrado in 1973 won ze brons op de 200 meter rugslag.
Gyarmati was een tijdlang Europees recordhoudster op de 100 en 200 meter rugslag. Op 3 april 1970 verbeterde ze in Kecskemét het record op de 100 meter rugslag voor het eerst, tot 1.07,0. De laatste maal verbeterde ze het record op 21 juli 1973 in Boedapest tot 1.05,93. Op de 200 meter rugslag zwom ze haar eerste Europese record op 4 april 1970 in Kecskemét (2.27,6); de laatste maal gebeurde dat op 19 augustus 1973 in Utrecht (2.21,66).
In het voorjaar van 1974 stopte ze met de topsport.
Andrea Gyarmati is getrouwd geweest met de Hongaarse olympische kanokampioen Mihály Hesz.